# Parafia św. Mateusza w Olsztynie
Parafia Świętego Mateusza w Olsztynie – rzymskokatolicka parafia w Olsztynie, należąca do archidiecezji warmińskiej i dekanatu Olsztyn Południe. Została utworzona w 2011. Kaplica parafialna mieści się przy ulicy ks. Jerzego Popiełuszki. Parafię prowadzą księża diecezjalni.

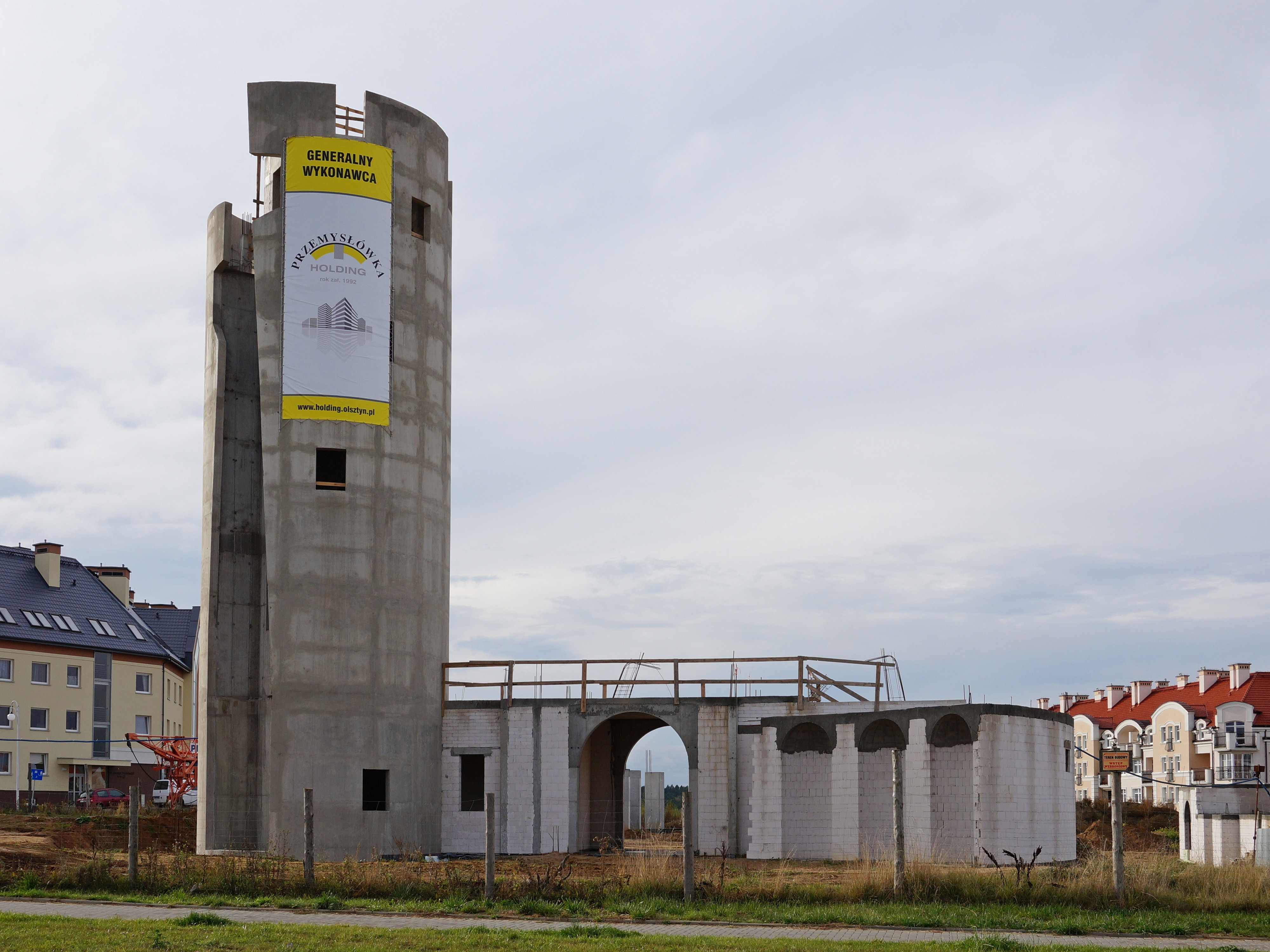
Budowa kościoła (stan w październiku 2014)